# 1814 Bach
1814 Bach (1931 TW1) là một tiểu hành tinh vành đai chính được phát hiện ngày 9 tháng 10 năm 1931 bởi Karl Wilhelm Reinmuth ở Heidelberg.